# 田澤一二
田澤 一二（たざわ かつじ、1921年〈大正10年〉3月 - 2007年〈平成19年〉12月3日）は、日本の政治家、獣医師。第3代立川町長（4期）

## 略歴
1939年（昭和14年）に山形県立庄内農業学校を卒業。1942年（昭和17年）、麻布獣医専門学校（現：麻布大学） 卒業。狩川家畜診療所長を経て立川町議会議員を5期務めた。この間、同議会副議長を1期務めた。

### 1969年立川町長選挙
町長選挙に立候補して、前収入役など新人3人を破って初当選を果たした。
※当日有権者数：-人 最終投票率：94.57%（前回比：-pts）
| 候補者名 | 年齢 | 所属党派 | 新旧別 | 得票数  | 得票率 | 推薦・支持 |
| -------- | ---- | -------- | ------ | ------- | ------ | ---------- |
| 田澤一二 | 48   | 無所属   | 新     | 2,250票 | 38.1%  | -          |
| 斎藤大吉 | 54   | 無所属   | 新     | 1,976票 | 33.4%  | -          |
| 田沢雄次 | 58   | 無所属   | 新     | 1,258票 | 21.3%  | -          |
| 大滝一彦 | 57   | 無所属   | 新     | 428票   | 7.2%   | -          |

### 1973年立川町長選挙
前町議との争いとなったが、これを破って再選を果たした。
※当日有権者数：6,298人 最終投票率：94.43%（前回比： 0.14pts）
| 候補者名 | 年齢 | 所属党派 | 新旧別 | 得票数  | 得票率 | 推薦・支持 |
| -------- | ---- | -------- | ------ | ------- | ------ | ---------- |
| 田澤一二 | 52   | 無所属   | 現     | 3,903票 | 65.9%  | -          |
| 安藤文雄 | 51   | 無所属   | 新     | 2,020票 | 34.1%  | -          |

1977年（昭和52年）は無投票で3選を果たした。1981年（昭和56年）も無投票で4選を果たした。1985年（昭和60年）、5選を目指して町長選に立候補したが、落選した。同年10月に退任した。その後は、山形大学農学部講師となった。2005年（平成17年）、東北大学より博士（農学）を取得した。2007年12月3日、老衰のため酒田市立酒田病院（現・日本海酒田リハビリテーション病院）で死去した。

## 栄典
- 歿後 - 従五位
- 歿後 - 旭日小綬章

## 著作物
博士論文
- 2005年 - 『ユリ科の雌雄異株野菜における種苗の大量増殖方法に関する研究』 東北大学 乙第8626号

論文
- 田澤一二, 阿部利徳, 笹原健夫「アスパラガス幼茎の腋芽培養による増殖 発根の効率化に対する植物ホルモン及び発根促進剤の効果」『育種学雑誌』第38巻第2号、日本育種学会、1988年、28-29頁、ISSN 05363683、NAID 110001810035。
- 田澤一二, 阿部利徳, 笹原健夫「シオデ(Smilax oldhami Miq.)の液体振盪培養による効率的増殖」『植物組織培養』第13巻第1号、日本植物細胞分子生物学会、1996年4月、7-14頁、doi:10.5511/plantbiotechnology1984.13.7、ISSN 02895773、NAID 10009424031。
- 田沢一二, 阿部利徳, 笹原健夫「雌雄異体植物であるシオデおよびアスパラガスの生育初期における雌雄のアイソザイムパタ-ンによる同定」『山形大学紀要 農学』第12巻第4号、山形大学、1997年1月、395-401頁、ISSN 05134676、NAID 110000356286。
- 田澤一二, 田口愛佳, 阿部利徳, 笹原健夫「二倍体、三倍体および超雄アスパラガスにおけるアイソザイムの発現パターン」『育種学研究』第4巻、2002年8月、407頁、ISSN 13447629、NAID 10010403496。

## 親族
- 長男：田澤伸一 - 山形県議会議員

## 参考資料
- 『立川町史：下巻』2004年 立川町（編纂・出版）
- 『立川町史年表』2006年 庄内町教育委員会（編纂・出版）
- 山形新聞 2007年12月4日